# San Miguelito kommun, Intibucá
San Miguelito är en kommun i Honduras.   Den ligger i departementet Departamento de Intibucá, i den västra delen av landet, 130 km väster om huvudstaden Tegucigalpa. Antalet invånare är 4 837. Arean är 161 kvadratkilometer.
Terrängen i San Miguelito är kuperad åt nordost, men åt sydväst är den bergig.